# Craig Thompson (piloto de skeleton)
Craig Thompson (Swindon, 18 de septiembre de 1992) es un deportista británico que compite en skeleton. Ganó una medalla de bronce en el Campeonato Mundial de Skeleton de 2023, en la prueba de equipo mixto.

## Palmarés internacional
| Campeonato Mundial | Campeonato Mundial   | Campeonato Mundial | Campeonato Mundial |
| Año                | Lugar                | Medalla            | Prueba             |
| ------------------ | -------------------- | ------------------ | ------------------ |
| 2023               | Sankt Moritz (Suiza) | Medalla de bronce  | Equipo mixto       |